# Халед аль-Фарадж
Халед аль-Фарадж (араб. خالد الفرج; нар. 19 січня 1970) — сирійський борець греко-римського стилю, бронзовий призер чемпіонату світу, триразовий чемпіон Азії, срібний призер Азійських ігор, учасник трьох Олімпійських ігор.

## Життєпис
Боротьбою почав займатися з 1979 року.
Виступав за борцівський клуб «Army Adlip». Тренер — Махмуд Альпалах.

## Спортивні результати на міжнародних змаганнях

### Виступи на Олімпіадах
| Змагання                    | Збірна | Вагова категорія                 | Місце |
| --------------------------- | ------ | -------------------------------- | ----- |
| Літні Олімпійські ігри 1988 | Сирія  | греко-римська боротьба, до 48 кг | 5     |
| Літні Олімпійські ігри 1992 | Сирія  | греко-римська боротьба, до 52 кг | 11    |
| Літні Олімпійські ігри 1996 | Сирія  | греко-римська боротьба, до 52 кг | 15    |

### Виступи на Чемпіонатах світу
| Змагання                        | Збірна | Вагова категорія                 | Місце  |
| ------------------------------- | ------ | -------------------------------- | ------ |
| Чемпіонат світу з боротьби 1994 | Сирія  | греко-римська боротьба, до 52 кг | 5      |
| Чемпіонат світу з боротьби 1995 | Сирія  | греко-римська боротьба, до 52 кг | 4      |
| Чемпіонат світу з боротьби 1998 | Сирія  | греко-римська боротьба, до 54 кг | Бронза |

### Виступи на Чемпіонатах Азії
| Змагання                       | Збірна | Вагова категорія                 | Місце  |
| ------------------------------ | ------ | -------------------------------- | ------ |
| Чемпіонат Азії з боротьби 1991 | Сирія  | греко-римська боротьба, до 52 кг | 4      |
| Чемпіонат Азії з боротьби 1992 | Сирія  | греко-римська боротьба, до 52 кг | Золото |
| Чемпіонат Азії з боротьби 1993 | Сирія  | греко-римська боротьба, до 57 кг | 8      |
| Чемпіонат Азії з боротьби 1995 | Сирія  | греко-римська боротьба, до 52 кг | Золото |
| Чемпіонат Азії з боротьби 1996 | Сирія  | греко-римська боротьба, до 52 кг | Золото |

### Виступи на Азійських іграх
| Змагання           | Збірна | Вагова категорія                 | Місце  |
| ------------------ | ------ | -------------------------------- | ------ |
| Азійські ігри 1990 | Сирія  | греко-римська боротьба, до 48 кг | 5      |
| Азійські ігри 1994 | Сирія  | греко-римська боротьба, до 52 кг | Срібло |
| Азійські ігри 1998 | Сирія  | греко-римська боротьба, до 54 кг | 6      |

### Виступи на інших змаганнях
| Змагання                                                  | Збірна | Вагова категорія                 | Місце  |
| --------------------------------------------------------- | ------ | -------------------------------- | ------ |
| Середземноморські ігри 1988                               | Сирія  | греко-римська боротьба, до 48 кг | Золото |
| Середземноморські ігри 1991                               | Сирія  | греко-римська боротьба, до 52 кг | Золото |
| Арабські ігри 1992                                        | Сирія  | греко-римська боротьба, до 57 кг | Золото |
| Середземноморські ігри 1993                               | Сирія  | греко-римська боротьба, до 52 кг | Золото |
| Чемпіонат світу з боротьби серед військовослужбовців 1997 | Сирія  | греко-римська боротьба, до 54 кг | Золото |
| Середземноморські ігри 1997                               | Сирія  | греко-римська боротьба, до 54 кг | Золото |
| Арабські ігри 1997                                        | Сирія  | греко-римська боротьба, до 54 кг | Золото |
| Західно-Азійзькі борцівські ігри 1997                     | Сирія  | греко-римська боротьба, до 58 кг | Золото |

### Виступи на змаганнях молодших вікових груп
| Змагання                                         | Збірна | Вагова категорія                 | Місце  |
| ------------------------------------------------ | ------ | -------------------------------- | ------ |
| Арабський чемпіонат з боротьби серед молоді 1988 | Сирія  | греко-римська боротьба, до 48 кг | Золото |
| Арабський чемпіонат з боротьби серед молоді 1989 | Сирія  | греко-римська боротьба, до 48 кг | Золото |